# Флаг Елабужского сельского поселения
Флаг Ела́бужского сельского поселения Хабаровского муниципального района Хабаровского края Российской Федерации.
Флаг утверждён 16 апреля 2010 года и внесён в Государственный геральдический регистр Российской Федерации с присвоением регистрационного номера 6239.
Флаг является официальным символом Елабужского сельского поселения.

## Описание
«Прямоугольное белое полотнище с отношением ширины к длине 2:3, воспроизводящее фигуры из герба поселения: красное солнце, восходящее из-за зелёного трёхгорья, расположенного на выщербленной белой полосе с внутренней голубой выщербленной полоской, и возвышающийся над солнцем красный лапчатый крест с шарами на концах».

## Обоснование символики
В документе из архива значится: «Елабуга (Елабужское) — деревня, основанная русскими переселенцами в 1910 году в Троицкой волости Хабаровского уезда». Первые переселенцы прибыли сюда из Вятской губернии. По одной из версий село получило название Елабуга по названию города, где они жили. Другую версию названия села выдвигают местные жители — нанайцы. По нанайски Илан-Буга — 3 сопки.
Флаг Елабужского сельского поселения объединяет обе версии. Красный крест (из герба Вятской губернии) и трёхгорье (геральдическая фигура представляющая три холма, три сопки) — символ связи первых переселенцев и местного населения. Символика креста многозначна: символ духовности, терпения.
Восходящее из-за холмов солнце — символ расположения сельского поселения на востоке Хабаровского района, а жители поселения встречают солнце одними из первых в районе. Солнце — источник тепла и света, символ жизненной энергии, страсти, вечной молодости. Восходящее солнце — символ воскресения.
Волнообразная оконечность с лазурным поясом — символ великой дальневосточной реки Амур, на берегах которой расположено Елабужское поселение. Белый цвет (серебро) — символ чистоты, открытости, божественной мудрости, примирения.
Белый цвет (серебро) символизирует весну, здоровье, природу, надежду.
Красный цвет — символ труда, мужества, жизнеутверждающей силы, красоты и праздника.
Голубой цвет (лазурь) — символ возвышенных устремлений, искренности, преданности, возрождения.